# Kürdəmir (Rayon)
Kürdəmir ist ein Rayon in Aserbaidschan. Hauptstadt des Bezirks ist die Stadt Kürdəmir.

## Geografie
Der Rayon hat eine Fläche von 1631 km². Das Gebiet liegt in der Ebene von Arrān, großteils unterhalb des Meeresspiegels. Das Klima ist trocken.

## Bevölkerung
Der Rayon hat 118.800 Einwohner (Stand: 2021). 2009 betrug die Einwohnerzahl 103.800. Diese verteilen sich auf die Hauptstadt und 61 weitere Orte.

## Wirtschaft
Die Region ist landwirtschaftlich geprägt. Es werden vor allem Getreide, Wein und Baumwolle angebaut.